# Józef Zięba (poeta)
Józef Zięba (ur. 15 sierpnia 1932 w Powórsku na Wołyniu, zm. 5 lutego 2022 w Lublinie) – polski poeta i prozaik.

## Życiorys
Urodził się 15 sierpnia 1932 roku w Powórsku na Wołyniu w rodzinie robotniczej, syn Stanisława i Antoniny z d. Bomba. W 1943 roku z powodu agresji ukraińskich nacjonalistów, jedo rodzice uciekli do Kowla, a następnie do Chełma. W 1947 roku ukończył szkołę powszechną, a w 1951 roku ukończył Gimnazjum i Liceum im. Stefana Czarnieckiego w Chełmie. W latach 1951–1955 studiował na wydziale filologii polskiej Katolickiego Uniwersytetu Lubelskiego. Na studiach był członkiem Koła Polonistów Studentów KUL, gdzie debiutował jako poeta w czasopiśmie „Polonista”. 14 października 1955 roku otrzymał dyplom ukończenia studiów.
W czasie stalinowskim jako absolwent KUL-u, miał trudności ze znalezieniem pracy. Przez rok czasu był nauczycielem w szkole dla pracujących w Lublinie, a następnie kilka miesięcy pracował w redakcji „Lubelskiego Tygodnika Katolickiego”. Należał do grup literackich „Golkonda” i „Atlantyda”. W październiku 1956 był związany z Lubelskim Klubem Literackim oraz Klubem Stowarzyszeń Twórczych. W marcu 1957 roku przez miesiąc, pracował w schronisku dla nieletnich przestępców w Dominowie. Był współredaktorem dodatku literackiego „Teraz” do Kuriera Lubelskiego, a także debiutował w Tygodniku Powszechnym. 
W 1957 roku został pracownikiem Lubelskim Domu Kultury, jako kierownik klubu młodzieżowego, instruktor w poradni Kulturowo-Oświatowej, a następnie jako kierownik działu organizacji pracy, dokumentacji i wydawnictw, a następnie badań i organizacji pracy kulturalno-oświatowej. W 1967 roku był współorganizatorem Muzeum Literackiego im. Józefa Czechowicza w Lublinie, a w latach 1968–1989 był kierownikiem muzeum. 
W 1974 roku uzyskał doktorat w Instytucie Sztuki Polskiej Akademii Nauk w Warszawie na podstawie pracy „Amatorski ruch teatralny na wsi 1918–1939”, pod kierunkiem prof. Zbigniewa Raszewskiego. Był członkiem Lubelskiego Klubu Literackiego, Lubelskiego Oddziału ZLP, Stowarzyszenia Pisarzy Polskich. Autor dziewięciu tomików poezji.
Od 1989 należał do Stowarzyszenia Pisarzy Polskich, a w 1996 roku został wybrany prezesem zarządu lubelskiego oddziału Stowarzyszenia.

## Twórczość
Do 2016 opublikował m.in. siedem tomików wierszy, a także cykl wspomnieniowy Znad Stochodu. Wspomnienia wołyńskie (2001), Miasto ocalenia (2005), Lublin, miasto przeznaczenia (cz. I–III, 2007, 2012).
Wybrane tytuły:
- Stęskniony krokodyl (1957, wiersze)[5]
- Zasiew soczysty (1965, wiersze)
- Świadectwo istnienia (1970)
- Z dalekich wypraw (1972)
- Życie literackie Lublina w okresie PKWN (1974)
- Ruch teatralny na wsi 1918–1939 (1976)[4]
- Dzierżak (1978, powieść)
- Szklaneczka króla Stasia (wyd. I – 1977, wyd. II – 1983)[6].
- Jasełka[potrzebny przypis]
- Wspaniały dar króla i inne lubelskie opowieści (1996)
- Dzieje jednego obrazu. Opowieść o cudownej ikonie Matki Boskiej Chełmskiej (2005)
- Rozmowy o Józefie Czechowiczu (2006)
- Katolicki Uniwersytet Lubelski Jana Pawła II. Narodziny uczelni (2008)
- Był Człowiek, w którym moja ziemia ujrzała, że jest związana z niebem (poemat poświęcony Janowi Pawłowi II, 2014)
- Opowieść o długim żywocie i przedwczesnej śmierci lubelskiej fary (2014)[3]
- Tajemnice lubelskiego koziołka. Dwadzieścia jeden opowieści (2016)

## Nagrody
- Nagroda im. Józefa Czechowicza
- Nagrodę Towarzystwa Miłośników Lublina
- Nagroda Miasta Lublina (1978)
- Srebrna honorowa odznaka Zasłużony dla Lublina (1981)
- Honorową odznaka Za Zasługi dla Lubelszczyzny (1986)[4]
- Literacką Nagrodę im. Sebastiana Klonowica „Acernus 2017” (2017)